# علم فلك الأشعة فوق البنفسجية
مصطلح علم فلك الأشعة فوق البنفسجية يستخدم بشكل عام للإشارة إلى مشاهدات الإشعاع الكهرومغناطيسي في طيف الأطوال الموجية للأشعة فوق البنفسجية فيما بين حوالي 10 إلى 320 نانومتر. أما الأطوال الموجية الأقصر - ذات الفوتونات عالية الطاقة - فيهتم بها علم فلك الأشعة السينية وعلم فلك أشعة غاما.

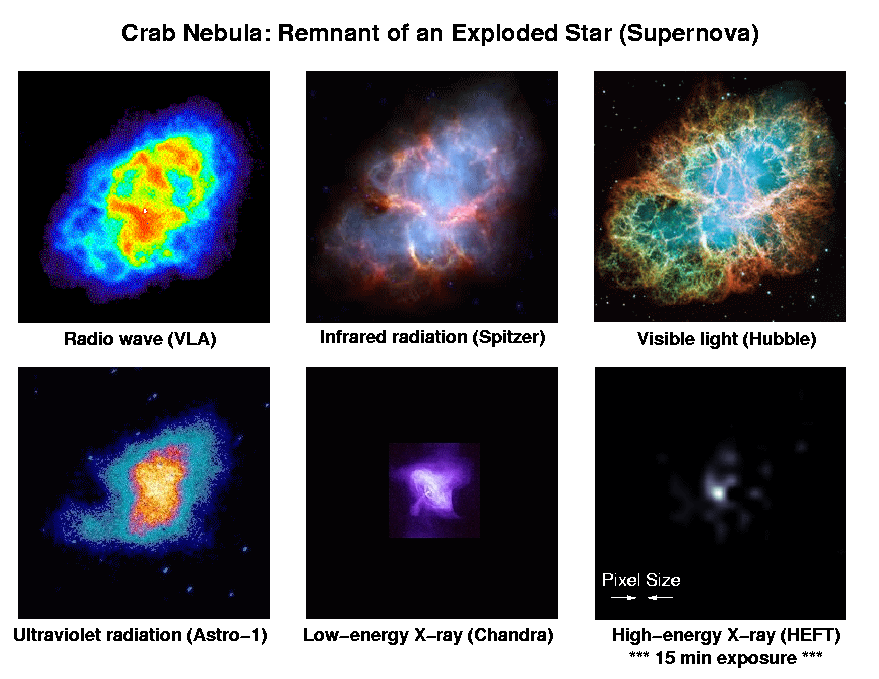
سديم السرطان : بقايا نجم منفجر (مستعر أعظم).الصور للضوء المرئي، وصور لأشعة أكس ذات أطوال موجة مختلفة تدل على شدة ارتفاع درجة حرارة المصدر، إلتقطتها تلسكوبات مختلفة، كل منها يرى نطاق ضيق من أطوال الموجة. صورة الأشعة فوق البنفسجية إلى أسفل اليسار.

الضوء عند هذه الأطوال الموجية يمتصه الغلاف الجوي للأرض ولذلك فالمشاهدات عند هذه الأطوال الموجية يجب أن تتم من أعلى الغلاف الجوي أو من الفضاء، ويلوم لذلك أرسال تلسكوبات على متن أقمار صناعي لتلقي الأشعة القادمة من الأجرام السماوية بعيداً عن الغلاف الجوي للأرض.
إذا أصدر جرم السماوي أشعة فوق البنفسجية بكثرة فهذا دليل على جريان فيه عمليات وتفاعلات ذات طاقة عالية.
يصل جزء من الاشعة فوق البنفسجية خلال الهواء إلى سطح الأرض وهي أشعة ضارة للإنسان. لهذا لاينصح بالتعرض المباشر لاشعة الشمس لفترة طويلة، كما يستحسن دهان الجلد المعرض للشمس بمراهم خاصة للحماية من الأشعة فوق البنفسجية.

## تاريخ
نطرا لأن جزءا كبيرا من الأشعة فوق البنفسجية يمتص في الهواء في ستراتوسفير ويصفة خاصة في الأكسجين والأوزون فإن رصد السماء من مواقع على الأرض - وحتى من على الجبال - فهي غير ممكنة.
في البدء كان رصد الأشعة فوق البنفسجية يتم بواسطة أرسال أجهزة على البالون. كانت البالون يصل إلى ارتفاع نحو 45 كيلومتر ويستطيع الأجهزة عليه قياس طيف الأشعة فوق البنفسجية حتى طول موجة نحو 200 نانومتر.
ومنذ عام 1962 أصبح الرصد بواسطة 8 أقمار صناعية ممكنا، بما يسمى مرصد الشمس المداري. وكانت تلك الأقمار الصناعية ترصد الشمس فقط.
ومنذ عام 1972 ارسل مسبار كوبرنيكوس ومسبارات أوروبية أخرى في مدارات حول الأرض فوق الغلاف الجوي واسطاعت تسجيل أشعة فوق البنفسجية قادمة من أجرام أخرى. إلا أن أرصاد الأشعة فوق البنفسجية أصبح يتم بنشاط بين عامي 1978 و 1996 بواسطة المستكشف الدولي للأشعة فوق البنفسجية IUE حيث قام بعمليلت الرصد على مدى نحو 20 عاما. كذلك أطلق تلسكوب هابل الفضائي في عام 1996، وعليه أجهزة لقياس الأشعة فوق البنفسجية فتحسنت القياسات.
وفي عام 2003 أطلق القمر الصناعي جاليكس
GALEX لاجراء أرصاد للأشعة فوق البنفسجية. وأصبح في مقدور العلماء قياس أشعة فوق البنفسجية حتى طول موجة 105 نانومتر. تحتاج مرايا التلسكوبات التي تقوم برصد الأشعة فوق البنفسجية إلى طلاءات خاصة تستخدمها التلسكوبات ذات الكفاءة العالية لقياس أطوال موجات أقصر من 160 نانومتر. وتستخدم من تلك الطلاءات فلوريد الليثيوم، إلا أن تلك المادة تتأثر بالرطوبة، وتسبب بعض المشاكل عند إطلاقها من فلوريدا.
لكي يستطاع رصد أشعة فوق البنفسجية تصل طول موجتها إلى 10 نانومتر فتحتاج مرايا من نوع خاص، حيث تكاد الأشعة الساقطة تتلامس على سطح المرايا بزوايا صغيرة بغرض تجميع الأشعة وتكوين صورة للجرم الذي أصدرها.

## اهمية الرصد
يناسب رصد الاشعة فوق البنفسجية دراسة النجوم الساخنة التي تصدر أشعة فوق البنفسجية بغزارة. كما توجد أجرام سماوية خارج مجرتنا تصدر أشعة فوق البنفسجية شديدة.
وإلى جانب الأجرام السماوية فيمكن دراسة المادة الموجودة في الوسط بيننجمي بين الأرض والجرم السماوي المرصود، حيث توجد عدة خطوط طيف امتصاص للاشعة فوق البنفسجية. فتمتص تلك المادة الأشعة ذات طول موجة أقل من 2و91 نانومتر بشدة، وهذا يرجع إلى أن تلك الطاقة تجعل الهيدروجين الموجود في منطقة هيدروجين II تتأين.
تلك المناطق تسمح بمرور الاشعة فوق البنفسجية حتى طول موجة نحو 10 نانومتر - وهو منطقة لا تزال البحوث تجرى عليها.
وعلى عكس فروع أخرى لعلم الفلك، مثل رصد الأشعة السينية ورصد الأشعة الراديوية، ورصد الأشعة تحت الحمراء فلم تكتشف الأشعة فوق البنفسجية أجراما جديدة مثل أجرام تصدر أشعة إكس أو نجوم بدائية باردة.
ولكن رصد الأشعة فوق البنفسجية يستخدم أيضا وسائل تحليل الضوء بغرض معرفة التركيب الفيزيائي للأجرام أو لتعيين سرعاتها، وعلى الأخص للنجوم الساخنة.
وميزتها بالمقارنة برصد الضوء المرئي هو عدد خطوط الطيف الكثير في نطاق الاشعة فوق البنفسجية، وكذلك بالنسبة إلى وجود كميات كبيرة من العناصر التي لها طيف في مجال تلك الاشعة مثل مجموعة خطوط لايمان.
عن طريق رصد الأشعة فوق البنفسجية حصلنا على معلومات عن تسرب غازات حول النجوم الساخنة وفي أنظمة النجموم الثنائية. وكذلك بالنسبة للمجموعة الشمسية فقد توصلنا إلى معارف جديدة. فعن طريق دراسة عبور الرياح الشمسية أذناب المذنبات نستطيع معرفة تركيبها. وكذلك أمكن معرفة التركيب الكيميائي للأغلفة الجوية للكواكب، مثل الزهراء ودراسة غلافها الجوي بعمق.

## اقرأ أيضا
- علم فلك الأشعة تحت الحمراء
- علم فلك الأشعة السينية
- رصد فلكي
- علم الفلك
- مستكشف تطور المجرات